# Kloster Benden

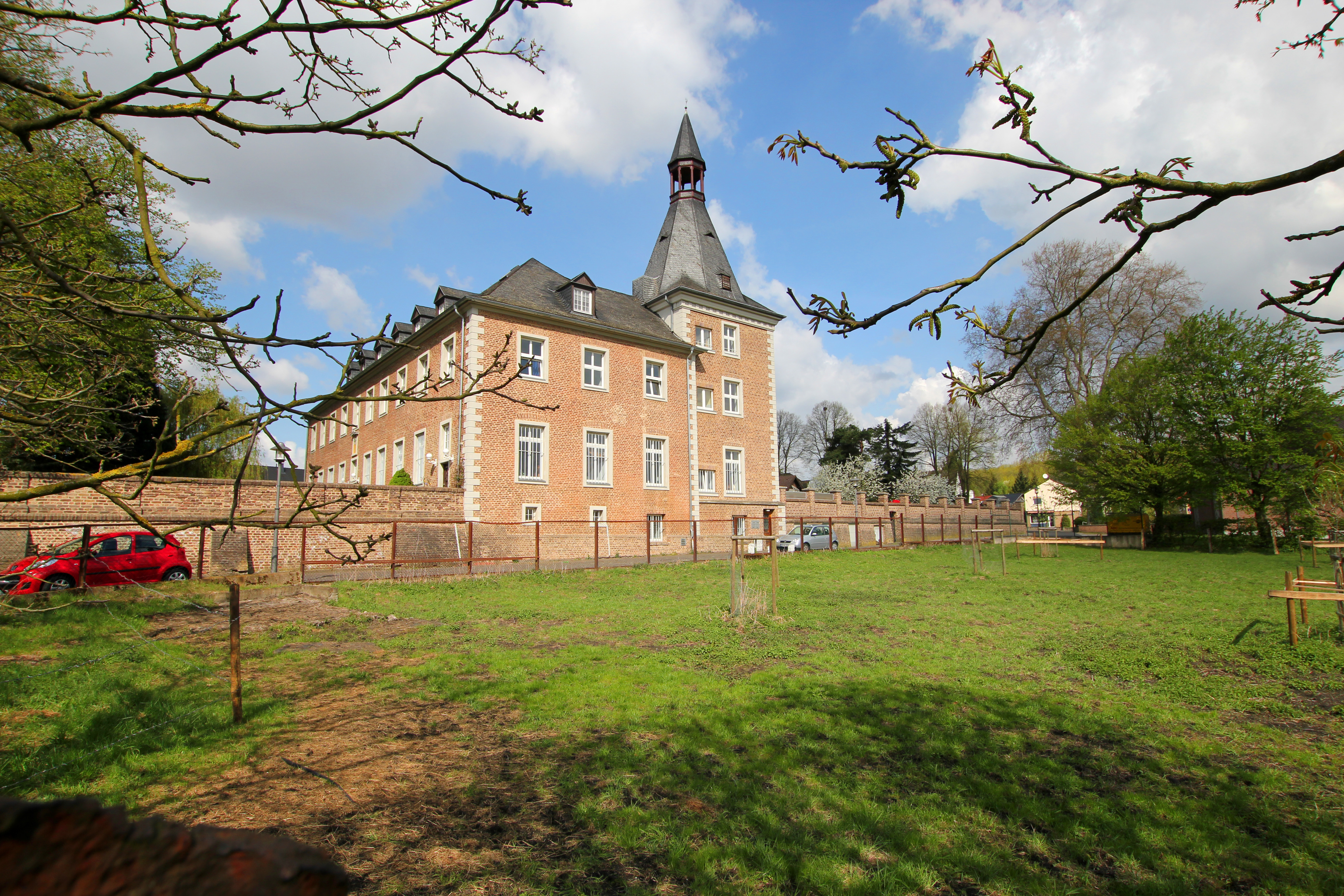
Ehemaliges Kloster Benden

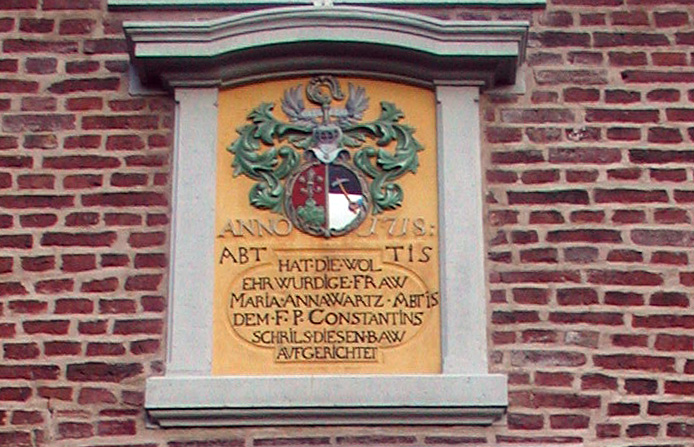
Wappen der Abtei Benden

Kloster Benden war eine Zisterzienserinnen-Abtei im heutigen Ortsteil Heide von Brühl im Rheinland. Die erhaltenen Teile der Anlage wurden restauriert und dienen heute Wohnzwecken.

## Lage
Kloster Benden liegt am oberen Osthang der Ville, dem Vorgebirge, in den Benden, den Wiesen des Tälchens des früher Siegesbach genannten Mühlenbaches. Charakteristische Merkmale für die Ortswahl bei einer Neugründung eines Zisterzienser-Klosters zeigen sich auch für diesen Ort. Die Nonnen fanden hier Abgeschiedenheit, fruchtbaren Lössboden zur Bewirtschaftung und klares Wasser. Somit konnten später sogar das erwirtschaftete Getreide und die Ölsaaten in eigenen Mühlen verarbeitet werden.
Das Kloster und der westlich anschließende Ortsteil Heide sind über die B 265 (Luxemburger Straße) oder von der Brühler Ortsmitte über die L 184 (Theodor-Heuss-Straße), Abzweig Willy-Brandt-Straße, zu erreichen.

## Geschichte
Das Kloster Benden mit seiner ehemaligen Klosterkirche wird in alten Urkunden des Ordens als Conventus in prato beatae Mariae virginis „Konvent auf der Wiese der seligen Jungfrau Maria“ bezeichnet; daher wurde das Kloster auch Marien-Benden genannt. In weiteren Urkunden wird dieser Bezeichnung ergänzend die Ortslage hinzugefügt.

### Gründung und Einbindung in den Zisterzienserorden
Erste Erwähnung findet Kloster Benden in einer Urkunde der Äbtissin Margareta von Hersel (Herzelle, Heerseel). Sie gründete 1207 das Zisterzienserinnenkloster.
Eine Urkunde von 1231 erwähnt im Zusammenhang mit Ritter Hermann, Sohn des Lambert von Merreche, auch Kloster Benden. Die gleiche Urkunde benutzt auch die Bezeichnung Marienbenden bei Merrege. Konrad von Hochstaden, Erzbischof von Köln, verlieh im Juni 1238 dem ehrwürdigen Nonnenkloster Marien-Benden (conventus Sanctimonialium beatae Mariae in prato prope Meregge) das Privilegium der Immunität seiner Güter. Merreche oder Merrege wurde später zu „Kirchberg“, dem heutigen Nachbarort Kierberg.
Die geistliche Leitung und Aufsicht des Klosters oblag ab spätestens 1266 dem Abt von Altenberg als „Vaterabt“, dessen filia immediata („unmittelbares Tochterkloster“) Marien-Benden war. Zwischenzeitlich (1446–1615) stand Benden auch unter der Aufsicht von Kloster Kamp und Kloster Heisterbach.

### 14.–18. Jahrhundert
Kloster Benden und die Kirche brannte in seiner Geschichte mehrmals ab, erstmals im Jahr 1388, und wurde dann von einem kölnischen Canonicus und Official wiederhergestellt. Im Jahr 1503, während der Amtszeit der Äbtissin Dorothea Ruttenbach, brannte die Zisterzienserinnenabtei erneut ab und blieb 30 Jahre verlassen. Später wurde von der im Amt folgenden Äbtissin Christina Ruttenbach ein Wiederaufbau begonnen, jedoch konnte erst Äbtissin Christina Gebels im Jahr 1589 den Neubau vollenden. 1525 wurde eine neue Kirche geweiht, die das Patrozinium des heiligen Bernhard trug. Im Truchsessischen Krieg mussten die Schwestern 1583/84 und 1587 fliehen. Infolge der Unruhen verarmte das Kloster; für die Beseitigung der Kriegsschäden und die Kosten für den Aufenthalt außerhalb des Klosters mussten die Nonnen Schulden machen und Grundbesitz verkaufen. Als der Abt von Morimond und Generalabt des Zisterzienserordens im Jahr 1602 Benden besuchte, bezeichnete er das Kloster als pauperculum monsterium, „ärmliches Kloster“.

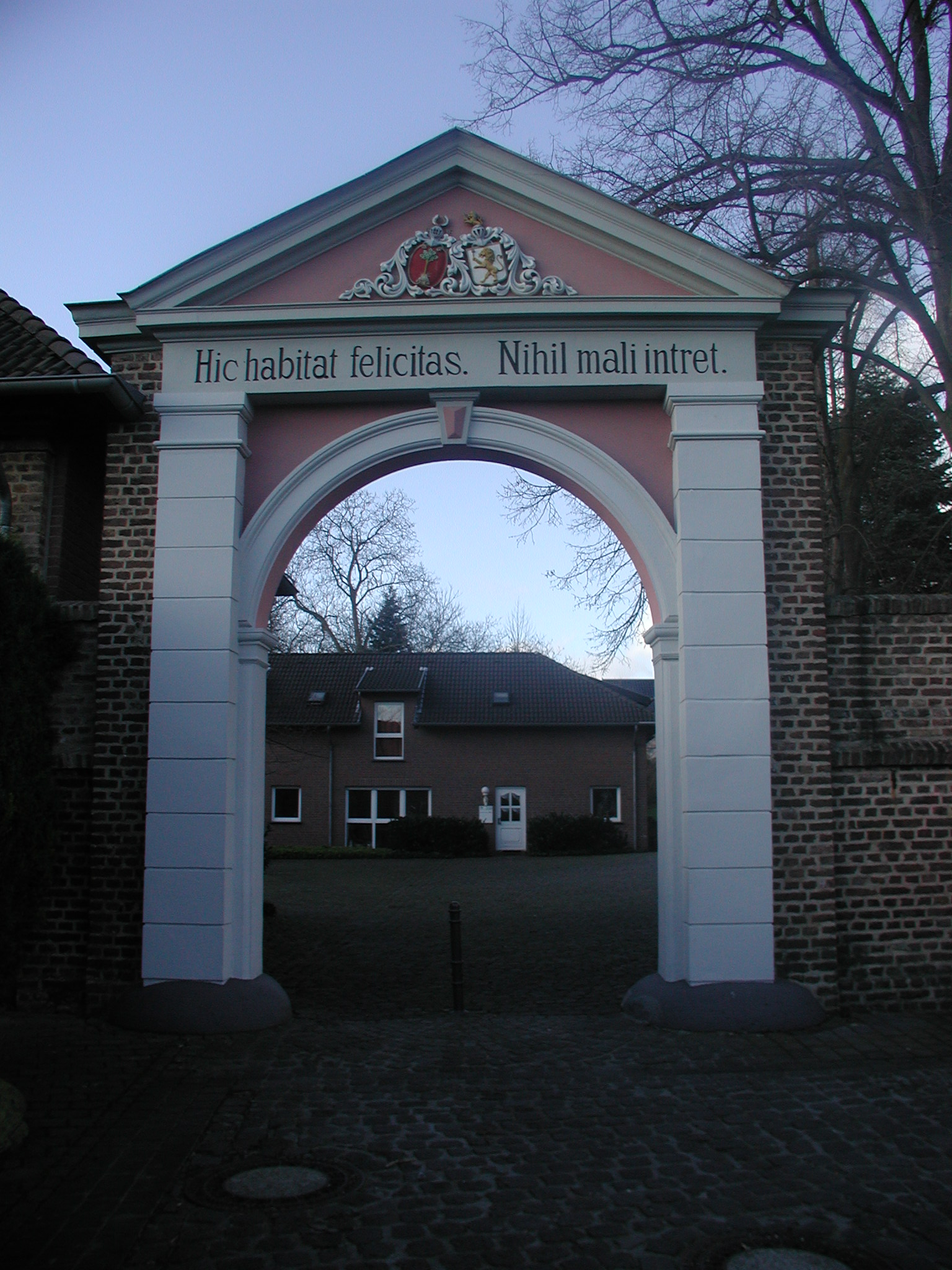
Das alte Klostertor

In der Nähe des Klosters, auf der wohl mit „Heide“ bezeichneten Villehöhe, entwickelt sich ein kleiner Weiler der vom Kloster abhängigen weltlichen Hilfskräfte. In einer Aufstellung aus dem Jahr 1669 (Kölnische Landesdescription) werden für das Kloster Benden folgende Besitztümer aufgeführt: Gütchen Bendel mit 25 Morgen, 290 Morgen vom Kloster selbst bewirtschaftet, die Bendermühle, die Theismühle zu Kierberg und die Braunkohlengrube beim Kloster. Nach einem Verzeichnis des Kierberger Pastors Mauel hatten im Jahre 1747 Kierberg und Heide zusammen 36 Häuser mit 37 Familien. Für das Kloster selbst wird ein Haus angegeben.
Das Kloster wurde 1718 in seiner heutigen Form ausgebaut, nachdem sich die finanzielle Situation gebessert hatte.

### Säkularisation und Aufhebung des Klosters

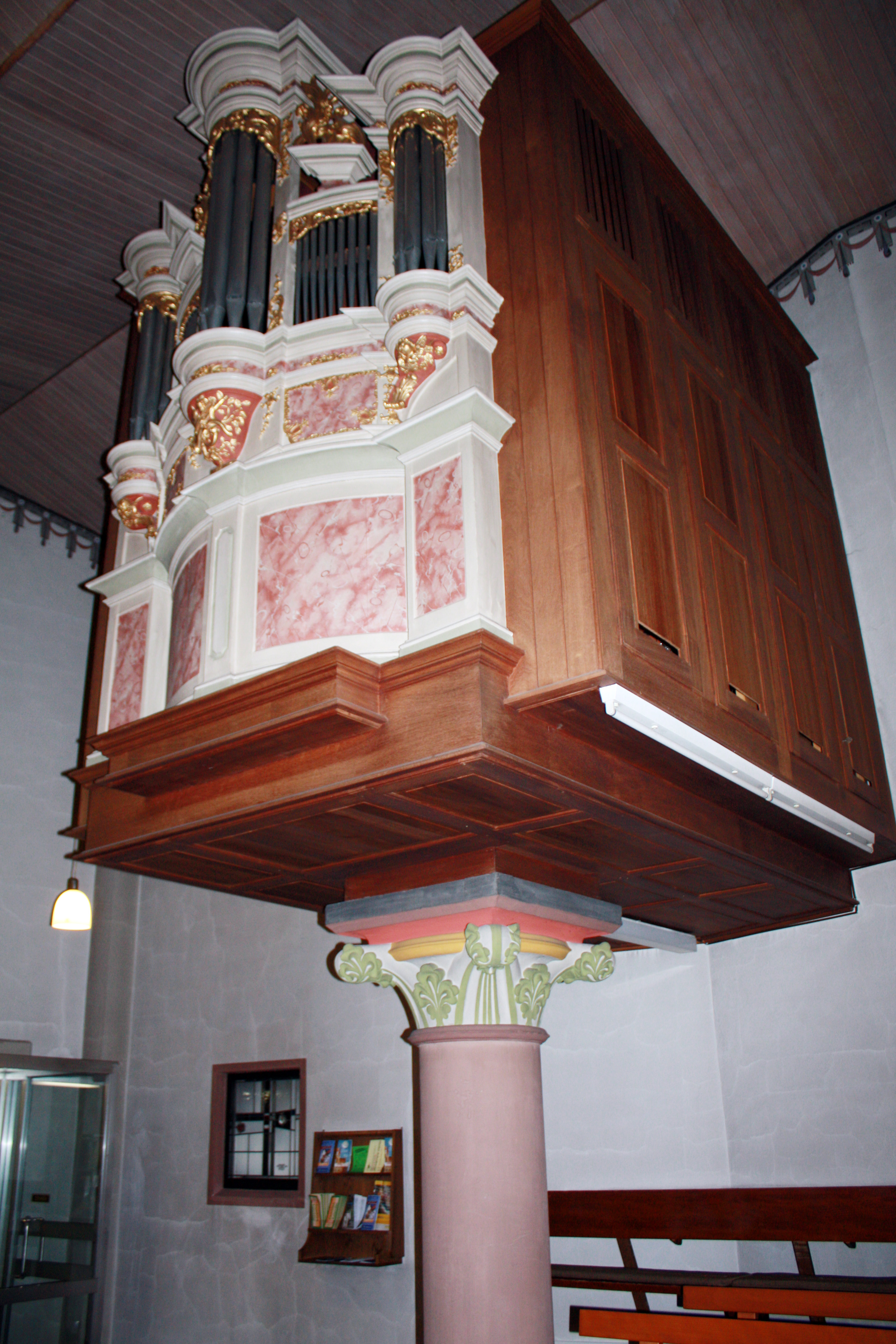
Die barocke Orgel der Klosterkirche steht heute in der Kirche St. Martin in Fischenich

Nach der Besetzung des Rheinlandes durch napoleonische Truppen 1794 wurden Gebäude, Ländereien und Vermögen der Klöster und Bistümer säkularisiert und gingen in staatlichen Besitz über. Auch Kloster Marienbenden war von der Aufhebung geistlicher Einrichtungen und der Übernahme kirchlichen Eigentums betroffen. Nach Raubzügen und wegen hoher Steuern wurde das Kloster 1797 zahlungsunfähig und konnte den Landarbeitern keine Löhne mehr zahlen; in der Folge begann auch ein innerer Verfall.
Um 1803 ersteigerte der Kölner Makler Everhard Henner das Kloster nebst Kirche und Gebäude und ließ mit Ausnahme des Äbtissinnenhauses, das er um 1806 zu seinem Landsitz ausbaute, sowie des Wirtschaftshofes alle Gebäude abbrechen. Seine Erben verkauften es 1844 an Friedrich Giesler d. Ä. Dessen gleichnamiger Sohn ließ 1883 den Turm mit der Barockhaube und wahrscheinlich auch das Tor erbauen.
Im Jahr 1802 wurde die Klosterkirche abgerissen, Teile der Innenausstattung gelangten in die Pfarrkirche St. Margareten in Brühl und von dort nach dem Bau einer Kirche in Kierdorf im Jahre 1904 dorthin. Auch in der Pfarrkirche St. Martin in Fischenich, befindet sich Inventar der ehemaligen Klosterkirche: Teile des Gestühls und die barocke Orgel. Durch den nächsten Besitzer der Klostergebäude, genannt wird ein Herr Giesler aus Falkenlust, wurde im Jahr 1883 ein Turm angebaut. Im Zweiten Weltkrieg wurden der Dachstuhl des Hauptgebäudes durch einen Brandschaden vernichtet und die Obergeschossräume schwer beschädigt; die Beseitigung der Innenschäden erfolgte bis 1950, das Walmdach wurde erst später wiederhergestellt.
Das noch heute erhaltene, über dem Haupteingang befindliche Wappen hat die Inschrift: „1718 hat die wohlerwürdige Fraw Maria Anna Warts Abtis (mit) dem F. P. Constantin Schrils diesen Bau aufgerichtet.“ Es erinnert somit als letztes an das Frauenkloster und die Äbtissin Anna Warts.

## Die heutige Anlage
Der heute vorhandene Backsteinbau des Barockbauwerks stammt von einem Neubau des 18. Jahrhunderts mit Resten aus dem 16. Jahrhundert. Im Innern sind noch originale, zum Teil bemalte Stuckdecken von 1719 erhalten. Bis 1988 wurde der Klosterhof, der 1907 über die Brikettfabrik Gruhlwerk an Rheinbraun geraten war, landwirtschaftlich genutzt. Das Hauptgebäude diente seitdem – saniert – als repräsentativer Sitz einer Anwaltskanzlei. Die alten umrahmenden Wirtschaftsgebäude wurden 1988 von einem Kölner Bauunternehmer abgerissen oder zu Eigentumswohnungen umgebaut. Mit den Neubauten wurde wieder eine Hofanlage gestaltet. Heute leben 20 Familien auf dem Hof.
Hinter dem ehemaligen Kloster erstreckt sich bis zur angrenzenden Bergstraße der in Rasenfläche umgewandelte Ziergarten der Nonnen. Dort befinden sich noch einige restaurierte in die massive Klostermauer integrierte Gesindehäuser. Die sich einige Hundert Meter bergan erstreckende in Teilstücken original vorhandene Klostermauer umschloss den sich an den Ziergarten anschließenden Nutzgarten des Klosters. Auch dieses Gelände wurde verkauft und mit in Gärten liegenden Einfamilienhäusern bebaut.

## Kloster Benden in der Literatur
Der Roman des in Brühl lebenden Argentinischen Autors Carlos Rodrigues Gesualdi: Una gata con todos los nombres del mundo (Eine Katze mit allen Namen der Welt), der in Ecuador den Preis Libresa für Kinderliteratur gewann, spielt im Kloster Benden. Mehrere Illustrationen des Buches zeigen die heutigen Gebäude.